# Riffeltorkopf
Le Riffeltorkopf est une montagne d'une altitude de 2 236 m dans le massif alpin du Wetterstein, en Allemagne.

## Géographie

### Situation
Le Riffeltorkopf marque le lien entre la crête du Waxenstein et la crête des Riffelwandspitzen. Le plateau sommital n'a pas de caractère sommital distinctif. Il se compose d'une colline verdoyante dont les faces se détachent verticalement au nord et à l'est. Au nord se trouve l'Eibsee, au sud coule le Höllental. Les montagnes voisines sont la Südliche Riffelspitze (2 263 m) au nord-est, la Kleine Riffelwandspitze (2 536 m) au sud-ouest et le Westliche Riffelkopf (2 459 m) au sud-est.

## Ascension
La Riffelscharte, au nord, est une brèche qui forme une transition entre le côté nord et le côté sud de la crête du Waxenstein, elle est accessible par des sentiers de randonnée balisés depuis l'Eibsee ou depuis le Höllental (en partie sécurisé en via ferrata). La Höllentalangerhütte (1 381 m) est l'une des bases les plus importantes pour escalader la montagne.
La voie normale vers le Riffeltorkopf mène de la Riffelscharte au sommet en 15 minutes environ. La face nord-est fut escaladée pour la première fois en 1922 par M. Gämmler et K. Markert. L'itinéraire a le niveau de difficulté 4. D'autres itinéraires traversant la face nord varient entre les niveaux de difficulté 5.